# Golf de Cadis
El golf de Cadis (en castellà, golfo de Cádiz; en portuguès, golfo de Cádis) és un golf de l'oceà Atlàntic situat a la costa sud-occidental de la península Ibèrica, entre el cap de Sant Vicent a Portugal i l'Estret de Gibraltar; és a dir a les costes del sud de Portugal, de la província de Huelva i la costa atlàntica de la província de Cadis. Els principals rius que hi desemboquen són el Guadalquivir, el Guadiana, el Tinto, l'Odiel, el Guadalete i el Barbete.